# Lakmé
Lakmé è un'opera in tre atti del compositore francese Léo Delibes su libretto di Edmond Gondinet e Philippe Gille, basato sulla novella del 1880 Rarahu ou Le Mariage de Loti di Pierre Loti.
Delibes scrisse la musica fra il 1881 ed il 1883. Come molte altre opere francesi di quel periodo, anche Lakmé coglie l'atmosfera orientale in voga all'epoca: l'opera, infatti, è ambientata in India, allora sotto la dominazione inglese.
La prima rappresentazione ebbe luogo al teatro dell'Opéra-Comique di Parigi il 14 aprile 1883 con il soprano Marie van Zandt.

## La musica
Il duetto Lakmé-Mallika, noto come Duetto dei fiori, è la pagina più famosa dell'opera, anche grazie al suo ripetuto impiego in pubblicità e film. Tuttavia, l'aria "Où va la jeune Hindoue?", nota come "aria delle campanelle", del secondo atto, è da sempre considerata un eccellente pezzo per soprano leggero di coloratura (vista l'incredibile difficoltà del brano dovuta non solo ai sopracuti ma anche e soprattutto all'agilità). Esistono diverse registrazioni di questo brano cantate in lingua italiana col titolo Dov'è l'indiana bruna?.
Il gusto di quest'opera rientra nella corrente dell'esotismo e dell'orientalismo, come avviene in diverse opere dell'epoca, dalla Carmen di Bizet alla Madama Butterfly di Puccini.

## Trama

### Atto I
L'opera è ambientata in India sotto la dominazione inglese, durante la quale molti induisti vennero obbligati a professare la loro religione in segreto e clandestinità.
Gli indù stanno andando a svolgere i loro riti in un tempio dal sommo sacerdote Nilakantha. Lakmé, la giovane figlia di Nilakantha, e la sua serva Mallika si sono attardate per scendere al fiume a raccogliere fiori. Prima di entrare in acqua, Lakmé si toglie i gioielli e li appoggia sulla riva del fiume. Due ufficiali britannici, Frédéric e Gérald, arrivano nelle vicinanze per un pic-nic insieme a due ragazze inglesi ed alla loro governante. Le ragazze vedono i gioielli indiani e Gérald ne fa alcuni disegni a matita. Poco dopo Gérald vede Lakmé e Mallika tornare e si nasconde.
Mallika lascia Lakmé da sola per un po' e Lakmé vede Gérald. Per la paura dello straniero grida aiuto. Tuttavia è incuriosita da quell'uomo in divisa e così Lakmé rimanda via Mallika quando accorre per le urla. Lakmé e Gérald si innamorano. Gérald entra a casa di Lakmé quando il padre è via. Quando il sommo sacerdote Nilakantha rientra, Lakmé, per nasconderlo, fa fuggire Gérald, ma ormai è troppo tardi: il padre lo ha visto ed è deciso ad ucciderlo.

### Atto II
In un bazar, Nilakantha costringe Lakmé a cantare l'Aria delle campanelle al fine di attirare l'attenzione di colui che è entrato nella loro casa. Gérald, poco distante, riconosce la voce dell'amata e si avvicina. Riconosciutolo, Nilakantha accoltella Gérald. Lakmé prende Gérald e lo porta in un nascondiglio segreto nella foresta per curargli la ferita.

### Atto III
Gérald, convalescente, ricorda come Lakmé gli abbia salvato la vita, poi dice alla giovane di amarla. Rendendosi conto che Gérald, ormai guarito, tornerà presto dalla sua famiglia, Lakmé si avvelena. Giunge Nilakantha: Lakmé, morente, gli rivela che Gerald ha bevuto l'acqua magica che fa di lui un protetto degli dèi. Nilakantha risparmia dunque Gérald, fra le cui braccia Lakmé infine spira.

## Riferimenti nella cultura di massa
- Il duetto Lakmé-Mallika, popolarmente noto col nome di Duetto dei fiori, è stato usato spesso come colonna sonora di pubblicità televisive ad esempio per la compagnia British Airways.[1]
- Lo stesso brano si può ascoltare brevemente nel film Tomb Raider - La culla della vita, durante la scena di un allenamento della protagonista Lara Croft a Croft Manor.
- Il Duetto dei fiori è utilizzato anche nella colonna sonora di Gifted Hands.
- Una riduzione per pianoforte del Duetto dei fiori è parte della colonna sonora del film Miriam si sveglia a mezzanotte di Tony Scott (1983).
- Il celebre duetto è usato in Carlito's Way di Brian de Palma, quando il protagonista (Al Pacino) osserva l'amata durante il corso di danza classica. Può essere ascoltato anche nel film Ti presento i miei di Jay Roach.
- Durante l'intro di una puntata di The L Word viene riprodotto il Duetto dei fiori.
- Nel nono episodio della seconda stagione di Nip/Tuck il Duetto dei fiori viene usato come musica di sottofondo durante l'intervento chirurgico di due gemelle siamesi. Il brano è udibile anche nella puntata Apocalisse o non apocalisse della sedicesima stagione de I Simpson.
- È presente in Chicken Little - Amici per le penne.
- Si può sentire in Angry Birds - Il film.
- Il Duetto dei fiori è presente nel film canadese del 1987 Ho sentito le sirene cantare di P. Rozema
- Il Duetto dei fiori è presente nel film del 1993 True Romance uscito in italia col titolo di Una vita al massimo di Tony Scott, nella scena che vede protagonisti Dennis Hopper e Christopher Walken.
- Il Duetto dei fiori è presente nella parte iniziale e finale del video ufficiale del brano When I've got you di Dimash Kudaibergen.
- L'Aria delle Campanelle è citata da Eugenio Montale nel XIV mottetto de "Le Occasioni"
- L'aria Dov'è l'indiana bruna è la sigla iniziale dell'opera in più volumi "Philosophia: il cammino del pensiero" dell'Istituto delle scienze filosofiche
- Il Duetto dei fiori è stato utilizzato nello spot del 2022 della pasta Barilla Al Bronzo.
- La melodia di Malika degli Hiatus Kaiyote è una citazione al Duetto dei fiori

## Struttura dell'opera
- Preludio

### Primo atto
- No. 1 Introduzione: À l'heure accoutumée (Nilakantha).
- Preghiera: Blanche Dourga (Lakmé, Nilakantha).
- No. 1 Bis - Scena: Lakmé, c'est toi qui nous protégeons! (Nilakantha, Lakmé).
- No. 2 - Duetto ("Duetto dei fiori"): Viens, Mallika, les lianes en fleurs... Dôme épais, le jasmin (Lakmé, Mallika).
- Scena: Miss Rose, Miss Ellen (Gérald).
- No. 3 - Quintetto: Quand une femme est si jolie (Gérald).
- Recitativo: "Nous commettons un sacrilège" (Gérald).
- No. 4 - Aria: "Prendre le dessin d'un bijou" (Gérald).
- No. 4 Bis - Scena: "Non! Je ne veux pas toucher" (Gérald, Lakmé).
- No. 5 - Recitativo e strofe: "Les fleurs me paraissent plus belles" (Lakmé).
- No. 5 Bis - Recitativo: "Ah! Mallika! Mallika!" (Lakmé).
- No. 6 - Duo: "D'où viens-tu? Que veux-tu?" (Lakme, Gérald).
- No. 6 Bis - Scena: "Viens! La! La!" (Nilakantha, Lakmé).
- Entr'acte

### Secondo atto
- No. 7 - Coro e scena del bazar: "Allons, avant que midi sonne".
- No. 7 Bis - Recitativo: "Enfin! Nous aurons du silence!".
- No. 8 - Aria di danza: Introduzione.
- - Terana.
- - Rektah.
- - Persian.
- - Coda avec Choeurs.
- - Sortie.
- Recitativo: "Voyez donc ce vieillard".
- No. 9 - Scena: "Ah! Ce vieillard encore!" (Nilakantha, Lakmé).
- No. 9 Bis - Recitativo: "Ah! C'est de ta douleur" (Lakmé, Nilakantha).
- No. 10 - Scena ed aria: "Ah!... Par les dieux inspires... Où va la jeune Hindoue" (Lakmé, Nilakantha).
- No. 11 - Scena: "La rage me dévore" (Nilakantha, Lakmé).
- No. 12 - Scena e coro: "Au milieu des chants d'allegresse" (Nilakantha, Lakmé).
- No. 12 Bis - Recitativo: "Le maître ne pense qu'à sa vengeance"
- No. 13 - Duo: "Lakmé! Lakmé! C'est toi!" (Lakmé, Gérald).
- No. 14 - Finale: "O Dourga, toi qui renais" (Gérald).
- Entr'acte.

### Terzo atto
- No. 15 - Barcarola: "Sous le ciel tout étoile" (Lakmé).
- No. 15 Bis - Recitativo: "Quel vague souvenir alourdit ma pensée?" (Gérald, Lakmé).
- No. 16 - Cantilena: "Lakmé! Lakmé! Ah! Viens dans la forêt profonde" (Gérald).
- No. 17 - Scena e coro: "La, je pourrai t'entendre" (Lakmé, Gérald).
- No. 18 - Scena: "Vivant!" (Gérald).
- No. 19 - Duo: "Il's allaient deux à deux" (Lakmé, Gérald).
- No. 20 - Finale: "C'est lui! C'est lui!" (Nilankantha, Lakmé, Gérald).

## Brani famosi
- Dôme épais le jasmin, detto "Duetto dei fiori" (atto I).
- Où va la jeune Hindoue?, detta "Aria dei campanelli" (atto II).

## Discografia (parziale)
| Anno | Cast (Lakmé, Gérard, Nilakantha, Mallika)                    | Direttore         |
| ---- | ------------------------------------------------------------ | ----------------- |
| 1941 | Lily Pons, Armand Tokatyan, Ezio Pinza, Irra Petina          | Wilfred Pelletier |
| 1952 | Mado Robin, Libero De Luca, Jean Borthayre, Agnès Disney     | Georges Sébastian |
| 1955 | Mado Robin, Charles Richards, Pierre Savignol, Agnès Disney  | Jules Gressier    |
| 1962 | Gianna D'Angelo, Nicolai Gedda, Ernest Blanc, Jane Berbié    | Georges Prêtre    |
| 1967 | Joan Sutherland, Alain Vanzo, Gabriel Bacquier, Jane Berbié  | Richard Bonynge   |
| 1970 | Mady Mesplé, Charles Burles, Roger Soyer, Danièle Millet     | Alain Lombard     |
| 1980 | Ruth Welting, Alfredo Kraus, Paul Plishka, Joyce Gerber      | Nicola Rescigno   |
| 1997 | Natalie Dessay, Gregory Kunde, José van Dam, Delphine Haidan | Michel Plasson    |

## DVD (parziale)
- Lakme (Opera Australia, 2011) - EPC Distribution/Naxos